# 남강 (강원도)
남강(南江)은 북한측 고성군에서 발원해서 남쪽으로 내려와 휴전선을 이룬 뒤에 다시 북으로 올라가서 북측 고성군에서 동해로 흘러드는 강이다. 